# Monte San Venanzio
Il monte San Venanzio è un rilievo dei Monti Reatini che si trova nel Lazio, nella provincia di Rieti, tra il comune di Leonessa e quello di Cittareale. 
Sulle sue pendici nel versante nord si trova il comprensorio sciistico di Selvarotonda.
Il monte è composto sostanzialmente da 3 picchi.
Venendo dal versante sud-ovest, quello che fa parte del comune di Leonessa, ci si accede passando per la frazione denominata Sant’Angelo in Trigillo. Si riesce ad arrivare con mezzi carrabili fino a Fonte Martana dove si può ammirare uno ampio panorama dell’altopiano leonessano con all’orizzonte il noto Monte Terminillo.